# Kremna rezina
Kremna rezina ali pogovorno "kremšnita", je v Sloveniji zelo razširjena sladica. Sestavljena je iz več plasti: spodnje plošče iz listnatega testa, kuhane vanilijeve kreme, stepene sladke smetane in posladkane zgornje plošče iz listnatega testa. 
Za izdelavo listnatega testa se poleg moke, soli in vode uporablja maslo. Margarine se praviloma zaradi okusa ne uporablja. Sestavine vanilijeve kreme so jajca, mleko, moka, sladkor, strok vanilije, nastrgana limonina lupina in rum. Jajčne beljake in del sladkorja se stepa posebej, preostale sestavine se segreva do vrenja, nato se penasto vmeša sneg iz beljakov. Ker se vanilijeva krema toplotno obdeluje nad ognjem, je pravilen izraz za pripravo kremnih rezin kuhanje in ne pečenje. Na Bledu v hotelu Park pripravljajo blejske kremne rezine od leta 1953, ko jih je pričel izdelovati slaščičarski mojster po rodu iz Vojvodine, Ištvan Lukačević, od takrat pa so sinonim za blejsko kulinarično posebnost. Ištvan Lukačevič je bil nekadnji vodja slaščičarne hotela Park, ki je nekaj časa poizkušal različne recepte in tehnik; njegov končni recept - razmerje med kremo in smetano v merilu 1:2 in tlorisna površina rezine v velikosti 7x7 - se je ohranil vse od leta 1953. Uporablja se moka iz Vojvodine, saj slovenska moka ni ustrezna zaradi prevelike vlažnosti ozračja. Kremne rezine same naj bi izvirale iz slaščičarne Lenček v Domžalah, kjer jih izdelujejo od leta 1938 po receptu slaščičarskega mojstra Janeza Lenčka starejšega. Na Bledu imajo izkušnje z izdelavo kremne rezine, saj so jih v zadnjih 60 letih spekli več kot 12 milijonov.

## Recept in sestavine
Sestavine
- 3 rumenjaki
- 8 žlic sladkorja
- 4 žlice moke
- 1 vanilijev puding
- 2,5 dl mleka
- 7,5 dl mleka
- 4 beljaki
- sladka smetana
- sladkor v prahu
- 1 zavitek listnatega testa

Postopek
Rumenjake, sladkor, moko, puding in 2,5 dl mleka zmešamo. Posebej zavremo 7,5 dl mleka in zlijemo v ostale sestavine. Mešamo, dokler se ne zgosti. Pustimo, da se ohladi, dodamo sneg od 4 beljakov in počasi zmešamo.Testo razvaljamo približno v velikost pekača, ga prebodemo na parih mestih z vilico, pečemo do zlato rumene barve. Vrstni red: testo, krema, smetana, testo in posujemo s sladkorjem v prahu.